# سیمونه ارکولی
سیمونه ارکولی (به انگلیسی: Simone Ercoli) (زادهٔ ۵ مهٔ ۱۹۷۹) شناگر اهل ایتالیا است.